# Max Johann Seidel

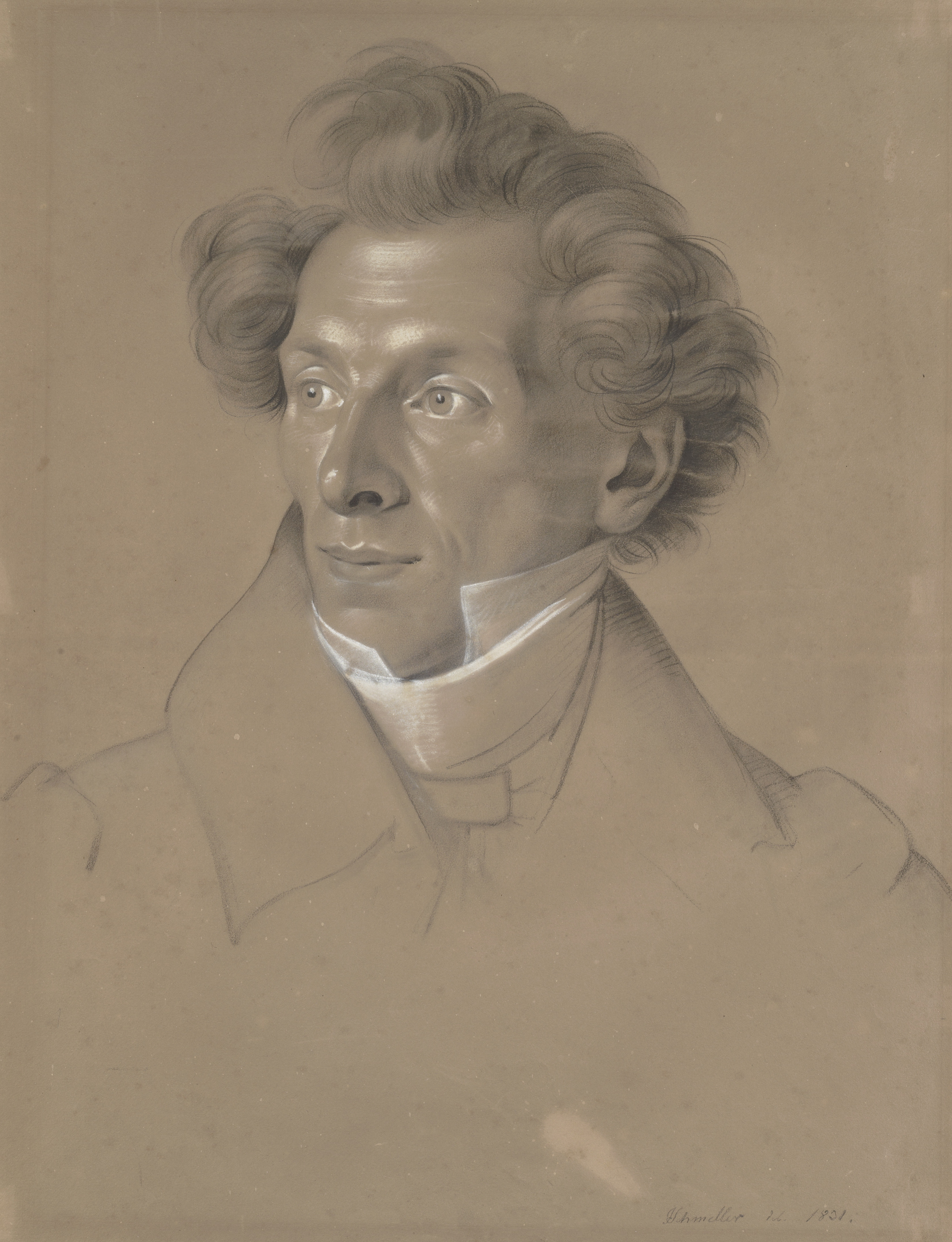
Max Johann Seidel, Kreidezeichnung von Johann Joseph Schmeller, 1831 – Weimar, Klassik-Stiftung

Max Johann Seidel, vollständig Johann Baptist Max Gangranelli Seidel (* 18. Februar 1790 in Innsbruck; † 3. September 1855 in Weimar) war ein österreichischer Opernsänger (Tenorbuffo), Schauspieler, Regisseur und Librettist.

## Leben
Seidel spielte längere Zeit bei wandernden Gesellschaften, bis er 1822 eine Anstellung am Hoftheater Weimar fand, wo er vornehmlich in komischen Rollen auftrat und bald zum Liebling des Publikums avancierte. Am 16. Mai 1831 schrieb ihm Goethe, er möge dem Weimarer Maler Johann Joseph Schmeller „einige Stunden“ für ein Porträt zur Verfügung stehen, damit Goethe das Bildnis „einer von mir angelegten Sammlung geschätzter Mitlebenden hinzufügen könne“. Das Porträt – schwarze und weiße Kreide, weiß gehöht, auf braunem Papier – gelangte nach Goethes Tod in den Besitz des Goethe-Nationalmuseums.
Seidel war eng mit Johann Nepomuk Hummel befreundet und wurde dessen erster Biograph. Seine 1837/38 mit Unterstützung von Hummels Witwe Elisabeth Hummel geb. Röckel verfassten Erinnerungen an den Komponisten schildern auch Hummels Unterricht bei Mozart und wurden bislang nur auszugsweise veröffentlicht.
Er war Inhaber der goldenen Verdienstmedaille und wohnte zuletzt in der Brauhausgasse 99c, wo er am 3. September 1855 am „Lungenschlag“ starb.

## Familie
Seidel war mit der Schauspielerin Dorothea Friederike („Doris“) Seidel geb. Wagner (* 1804 in Bremen; † 1860 in Weimar) verheiratet, die ab 1823 in Weimar tätig war.

## Werke
- Der Teppichhändler, Libretto zum gleichnamigen Liederspiel von Carl Eberwein, Uraufführung am 3. Februar 1830 in Weimar[4]
- Der Verräther in den Alpen, Libretto zur gleichnamigen Oper von Eduard Franz Genast, Uraufführung am 17. April 1833 in Weimar[5]